# Walter Tomsen
Walter Tomsen, né le 4 mars 1912 à Kiev et mort le 30 décembre 2000 à Southbury, Connecticut, est un tireur sportif américain.

## Palmarès

### Jeux olympiques
- 1948 à Londres
  -  Médaille d'argent en 50m carabine trois positions [1]